# Casa Planells
La Casa Planells és un edifici situat a l'avinguda Diagonal i el carrer de Sicília de Barcelona, catalogat com a bé cultural d'interès local.

## Història
Va ser projectat per l'arquitecte Josep Maria Jujol per encàrrec del contractista Eveli Planells i enllestit als anys 1930. Inicialment, Planells hauria demanat una casa unifamiliar que segons el primer projecte de Jujol (datat el 31 de desembre del 1922) presentava quatre pisos i sobre un solar de majors dimensions. Probablement la situació econòmica del promotor, menys favorable que a l'inici del contracte, va propiciar l'orientació del projecte cap a un edifici amb dos habitatges (datat a l'agost de 1923), el qual Jujol projectà amb vuit plantes. Mentrestant, Planells va vendre més de la meitat del terreny, disposant només de 83 m². Així, la façana de la Diagonal passà de disposar de 20,18 m a 10,55 i el del carrer de Sicília de 18 a 12,75. La conseqüència més significativa d'aquest canvi és que es passà d'un solar on la cantonada era gairebé una anècdota a convertir-se en el principal objectiu de l'arquitecte. En aquest sentit, hi ha un precedent en l'edifici projectat per Jujol un any abans a la cantonada del carrer de la Independència amb el dels Enamorats, també de forma trapezoïdal. La solució va ser construir un balcó corregut que es projecta més enllà de la façana i que resol amb un forjat en ventall, solució que recuperaria a la Casa Planells.
Finalment, l'octubre de l'any 1923, Jujol realitzà el tercer i darrer projecte que, malgrat algunes modificacions, seria el que es portaria a terme. En aquesta ocasió, no es modificà el solar però es produí un nou canvi en el plantejament de la finca, ara orientada a ser un edifici d'habitatges de lloguer. Aquesta nova exigència es veié accentuada pel fet que al mateix temps havia de donar acollida a la residència de la família Planells. L'arquitecte va projectar un edifici de sis pisos que disposava de magatzem o espai comercial a la planta baixa, un entresòl per llogar com habitatge (posteriorment utilitzat com despatx del propi Planells), un pis principal de majors dimensions com a residència de la família Planells, i a sobre d'aquest tres pisos més per habitatges de lloguer. Segons la Gaseta Municipal, el març del 1924 es va concedir el permís per a construir-hi un cobert de planta baixa, i l'agost del mateix any s'ordenà a Planells l'enderrocament dels pisos afegits sense llicència, imposant-li una multa de 250 pessetes.
Tant l'emplaçament com el caràcter aïllat del projecte, que encara que enclavat dintre del modernisme català, no deixa de ser un anacronisme si es compara amb l'arquitectura de l'època (segons Lluís Permanyer, Jujol anava «per lliure i costa situar-lo») converteixen aquest edifici en un exemple paradigmàtic de l'arquitectura catalana de principis del segle xx.  Alguns autors, com Manuel de Solà-Morales i Carlos Flores, el relacionen amb el moviment expressionista alemany, per exemple amb Erich Mendelsohn.

## Descripció
Consta de planta baixa, entresòl, principal i quatre pisos alts, el darrer dels quals es configura a manera d'àtic amb terrassa. La planta baixa es defineix com un cos perfectament diferenciat de la resta de la façana pel tractament de les obertures, amb portes i finestres de línies corbes. L'altra de les característiques que defineixen l'edifici és que la planta baixa es troba desplaçada de la resta del plom de la façana, fent d'aquesta solució una de les més rellevants del projecte arquitectònic de la Casa Planells i que dona bona mostra del gran exercici que va fer Jujol per guanyar espai en una parcel·la tan petita. D'una anàlisi més en profunditat, es dedueix que en realitat la planta baixa no es troba desplaçada respecte de la resta de la façana sinó que és aquesta la que marca el plom original de la finca; pel contrari, els pisos superiors, sobresurten d'aquesta línia a través de voladissos ondulants que permeten guanyar espai als habitatges.
La planta baixa presenta dos nivells; l'inferior està destinat a espai comercial (actualment ocupar per un bar) i un entresòl. L'espai comercial es desenvolupa parcialment per sota de la cota de circulació del carrer, tot accedint al seu interior a través d'unes escales de baixada. Un dels elements més rellevants d'aquest cos és precisament l'entrada a aquest espai comercial que, localitzat a l'angle creat per la trobada del dos frontis, es resol amb un pilar disposat a l'eix vertical de la cantonada de la façana. Aquest element localitzat al centre de l'obertura permet d'una banda la bifurcació del pas i per altra, rebaixar el pes estructural i visual de l'edifici al punt de trobada amb la vorera del carrer.
A l'avinguda Diagonal es troba l'entrada de veïns, que dona accés a un petit vestíbul. Molt probablement, les reduïdes dimensions d'aquest espai responguin a la voluntat de Jujol de dotar als habitatges de més superfície i això significaria prescindir d'un vestíbul més gran. De fet, gràcies a la documentació gràfica conservada se sap que l'escala va ser una de les majors preocupacions de l'arquitecte. L'escala resulta un ser un dels elements més important de l'estructura, ja que a partir d'aquesta desenvolupa un forjat on les bigues es disposen de forma radial i permeten així desenvolupar la volada del pis principal (i en conseqüència de la resta de nivells).
La definició física de les obertures de la façana canvia a cada nivell: així a planta baixa presenten angles arrodonits, al frontis del carrer Sicília són rectangulars i cap a la Diagonal i la cantonada, s'obren en galeries i balconades. S'ha de destacar l'ús de contres de fusta per tancar les finestres i que en certa manera, contribueixen a crear un cert caràcter decoratiu que d'altra banda es limita únicament a les formes estructurals ondulants.
La volada creada al primer pis a través de l'embigat radial al voltant de la caixa de l'escala, permet un major desenvolupament en superfície dels diferents nivells. No obstant això no és l'únic recurs que Jujol utilitza per crear habitatges més grans, sinó que també fa una major projecció en alçada dels mateixos. L'arquitecte aconsegueix això construint espais a doble alçada a cadascun dels habitatges a la banda del carrer de Sicília, amb una mena de tribuna amb obertures rectangulars que és compartida per dues habitacions, disposades una a sobre de l'altra. L'accés a l'altell on es troba l'habitació superior es realitza a través d'una escala.
Pel que fa a la solució de la volada a la cantonada, el pis principal disposa d'una tribuna tancada i té per tant, una estança de majors dimensions que la resta d'habitatges. Aquest tancament en tribuna condiciona però, l'existència d'un pilar central a dita sala, present únicament al principal. Pel contrari, a la resta de nivells aquest pilar no apareix com un element exempt perquè al presentar balcó, ha estat aprofitat per disposar el tancament de la sala, concretament les fusteries de les finestres obertes a la balconada. Cal reivindicar la importància d'aquests pilars com un dels elements que van permetre -junt al forjat radial- desenvolupar els voladissos per augmentar la superfície en planta dels habitatges.
A l'interior destaca el disseny de l'escala i la seva barana de ferro forjat.